# Coimbrão
Coimbrão es una freguesia portuguesa del municipio de Leiría, con 54,62 km² de superficie y 1735 habitantes (2011), distribuidos en seis núcleos de población; Coimbrão, Ervideira, Godinhos, Morganicas, Uchinhas y Praia do Pedrógão. Su densidad de población es de 31,8 hab/km². En esta freguesia se encuentra la única playa del municipio de Leiría, la ya mencionada de Pedrógão.